# 山崎インターチェンジ (兵庫県)
山崎インターチェンジ（やまさきインターチェンジ）は、兵庫県宍粟市の中国自動車道のインターチェンジである。
中国道における宍粟市およびたつの市の最寄りインターチェンジ。かつては関西と鳥取方面をむすぶ重要な結節点であったが、鳥取自動車道開通などにより、その役割は薄まりつつある。

## 道路

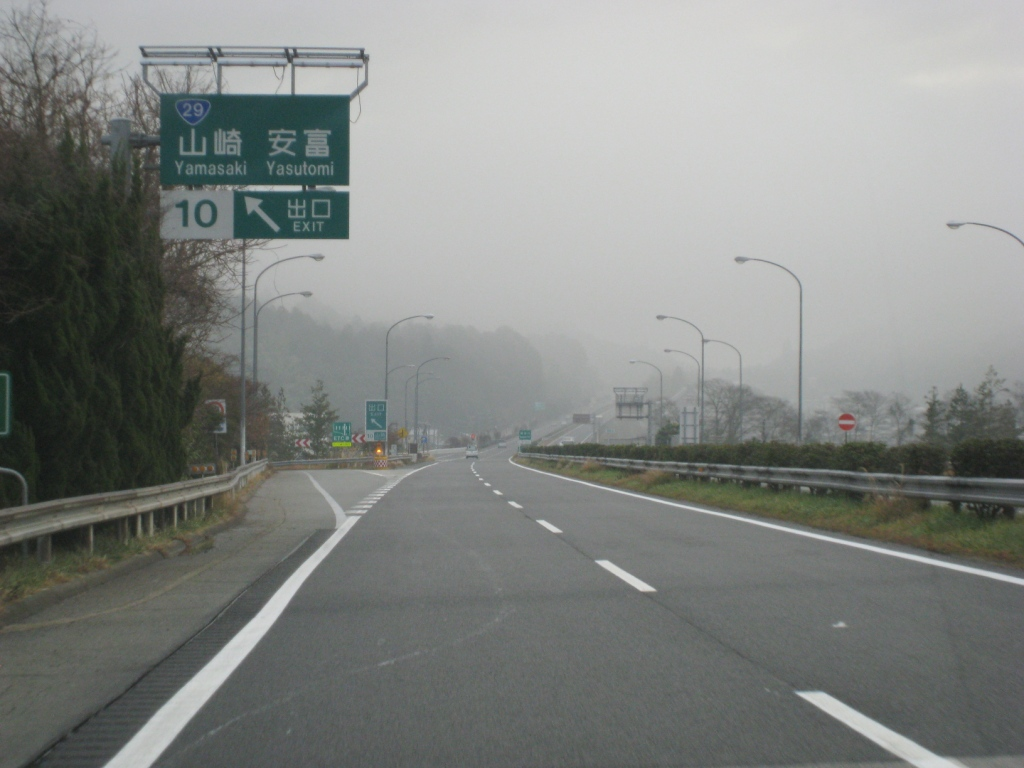
案内板

- E2A中国自動車道（10番）

## 接続する道路
- 国道29号
- 兵庫県道23号三木宍粟線（国道29号に重複）

## 周辺
- 宍粟市役所
- 咲ランドショッピングセンター（イオン山崎店） - 看板が当IC付近を通過する際のランドマークとなっている。
- ちくさ高原スキー場

## 歴史
- 1975年10月16日：福崎 - 美作間開通とともに開業｡

## 料金所
- ブース数:7

### 入口
- ブース数：3
  - ETC専用：1
  - 一般：2

### 出口
- ブース数：4
  - ETC専用：1
  - 一般：3

## 山崎バスストップ
山崎バスストップ（やまさきバスストップ）は、兵庫県宍粟市の中国自動車道山崎インターチェンジに出入口の間に挟まれた場所にあるバス停留所。
料金所の内側（引き続き中国自動車道を走行する高速バス用）と外側（当ICで出入りする高速バスおよび路線バス用）の2箇所に存在する。

### 停車する路線

#### 高速バス
| のりば   | 方面   | 愛称               | 会社名                 | 行先                                              | 備考     |
| -------- | ------ | ------------------ | ---------------------- | ------------------------------------------------- | -------- |
| 料金所内 | 上り線 | 中国ハイウェイバス | 西日本JRバス・神姫バス | 大阪（新大阪駅・大阪駅JR高速バスターミナル・USJ） |          |
| 料金所内 | 下り線 | 中国ハイウェイバス | 西日本JRバス・神姫バス | 津山（津山駅）                                    |          |
| 料金所内 | 下り線 | プリンセスバード号 | 日ノ丸自動車           | 鳥取（鳥取駅・日ノ丸本社前・鳥取大学前）          |          |
| 料金所外 | 上り線 | 山崎 - 三ノ宮線    | ウエスト神姫           | 神戸（神姫バス神戸三宮バスターミナル）            |          |
| 料金所外 | 下り線 | 降車専用           | 降車専用               | 降車専用                                          | 降車専用 |

### かつて停車していた路線
以下の路線は2015年3月をもって休止。
- 神戸 - 津山線（西日本JRバス）
  - 新神戸・三宮・神戸三田プレミアム・アウトレット - 津山

以下の路線は2020年11月をもって休止。
- 津山エクスプレス京都号（西日本JRバス・神姫バス）
  - 京都 - 津山

#### 路線バス
| のりば   | 路線番号 | 会社名   | 行先・方面など                               | 備考 |
| -------- | -------- | -------- | -------------------------------------------- | ---- |
| 料金所外 | 31       | 神姫バス | （林田・追分・青山経由）姫路駅北口           |      |
| 料金所外 | 32       | 神姫バス | （口佐見・林田・上伊勢・青山経由）姫路駅北口 |      |
| 料金所外 | 31,32    | 神姫バス | 山崎                                         |      |

### バス停へのアクセス
- 神姫バス 山崎インターバス停（料金所外のバス停）

## 隣
E2A 中国自動車道
(9) 福崎IC/BS - (9-1) 夢前SIC/BS - 安富PA/BS - (10) 山崎IC/BS - (10-1) 宍粟JCT - 揖保川PA - 葛根BS - 南光BS - (10-2) 佐用JCT - (11) 佐用IC/BS
なお、本ICと揖保川PAとの間に山崎TBがあったが現存しない。